# سیارک ۶۵۳۳
سیارک ۶۵۳۳ (به انگلیسی: 6533 Giuseppina، نامگذاری:1995DM1) شش هزار و پانصد و سی و سومین سیارک کشف شده‌است که در ۲۴ فوریه ۱۹۹۵ کشف شد.
قدر مطلق سیارک برابر ۲۹.۵ است.